# 翼リゾート
翼リゾート（つばさリゾート）は、本社を大分県別府市餅ヶ浜町に本社を置く株式会社翼が運営するリゾートの名称。

## 沿革
出典は企業ウェブサイト。
- 1947年 別府市浜脇にて貸間業創業
- 1968年 有限会社松亀荘（現在の株式会社翼）を設立

## 運営施設
2022年時点では、大分県内の別府市・日田市・湯布院町・竹田市（久住高原）に宿泊施設や料亭、物販店を運営している。
- 日本旅館ほてい屋
- 湯布院かほりの郷はな村
- インターヒル翼湯布院
- ホテルエール
- ゲストハウス松亀荘
- カッフェルひなのさと
- フリューゲル久住
- 四季亭はな村